# Good Girls Go Bad
Good Girls Go Bad is een nummer van poppunkband Cobra Starship en Leighton Meester. Het is de eerste single van Cobra Starships derde studioalbum Hot Mess en werd via iTunes op 11 mei 2009 uitgebracht. Op 8 mei 2009 maakte het nummer zijn radiodebuut tijdens On Air with Ryan Seacrest op KIIS-FM. Het nummer is geproduceerd door Kara DioGuardi en Kevin Rudolf.

## Productie
In 2009 werd de band aangeboden om te werken met Kara DioGuardi, toen ze bezig was om jurylid bij American Idol te worden. Zanger Gabe Saporta legde uit dat beide elkaar niet kenden maar toen ze eenmaal aan het werk gingen, dat het gelijk goed ging.
Vijftien minuten nadat de instrumentatie van het nummer in elkaar was gezet, was het gehele nummer klaar. Op 27 april 2009 werd bekendgemaakt dat Gossip Girl actrice Leighton Meester mee zou werken aan het nummer. Zanger Gabe Saporta wilde graag dat Meester zou meewerken aan het nummer omdat "het lijkt om haar karakter in Gossip Girl, een perfect meisje met een slechte kant". Zodra Meester het nummer hoorde vond ze het gelijk een leuk nummer en wilde ze er meteen aan meewerken. Volgens de band is het nummer het beste nummer van hun album.

## Hitnotering
| "Good Girls Go Bad" in de Nederlandse Top 40 - binnen: 05-09-2009 | "Good Girls Go Bad" in de Nederlandse Top 40 - binnen: 05-09-2009 | "Good Girls Go Bad" in de Nederlandse Top 40 - binnen: 05-09-2009 | "Good Girls Go Bad" in de Nederlandse Top 40 - binnen: 05-09-2009 | "Good Girls Go Bad" in de Nederlandse Top 40 - binnen: 05-09-2009 | "Good Girls Go Bad" in de Nederlandse Top 40 - binnen: 05-09-2009 | "Good Girls Go Bad" in de Nederlandse Top 40 - binnen: 05-09-2009 | "Good Girls Go Bad" in de Nederlandse Top 40 - binnen: 05-09-2009 | "Good Girls Go Bad" in de Nederlandse Top 40 - binnen: 05-09-2009 | "Good Girls Go Bad" in de Nederlandse Top 40 - binnen: 05-09-2009 |
| Week                                                              | 1                                                                 | 2                                                                 | 3                                                                 | 4                                                                 | 5                                                                 | 6                                                                 | 7                                                                 | 8                                                                 |                                                                   |
| ----------------------------------------------------------------- | ----------------------------------------------------------------- | ----------------------------------------------------------------- | ----------------------------------------------------------------- | ----------------------------------------------------------------- | ----------------------------------------------------------------- | ----------------------------------------------------------------- | ----------------------------------------------------------------- | ----------------------------------------------------------------- | ----------------------------------------------------------------- |
| Nummer                                                            | 38                                                                | 29                                                                | 22                                                                | 23                                                                | 23                                                                | 19                                                                | 25                                                                | 39                                                                | uit                                                               |